# Mofarés
Mofarés es una posesión del municipio español de Calviá, en Mallorca, la mayor de las Islas Baleares. Se encuentra situada entre la villa de Calviá, capital del municipio, y el núcleo de población Capdellá. La masía, una de las más grandes del municipio, data del siglo XIII y se estima que su etimología es de origen árabe, probablemente nombre o apellido de su primer propietario. Junto al resto de posesiones, un total de 34, consistía en una de las principales fuentes de abastecimiento agrario del municipio y de su actividad económica. Al igual que el resto de posesiones del municipio, cuenta con una amplia cocina tradicional, con gran mesa alargada, donde solían comer los trabajadores, y también con su propia capilla. Durante la década del 2000 fue convertida en un negocio de agroturismo, con un total de nueve habitaciones y una pequeña piscina, aunque sigue manteniendo su carácter rural e idiosincrasia. Asimismo, se encuentra en el catálogo de bienes a proteger por el ayuntamiento.